# Pavao Žanić

Wappen von Pavao Žanić

Pavao Žanić (* 20. Mai 1918 in Kaštel Novi; † 25. Januar 2000) war ein katholischer Geistlicher und Bischof von Mostar-Duvno (-Trebinje-Mrkan).

## Leben
Nach dem Theologiestudium empfing Pavao Žanić am 1. Juni 1941 die Priesterweihe und war seelsorglich tätig.
Papst Paul VI. ernannte Žanić am 9. Dezember 1970 zum Titularbischof von Edistiana und zum Koadjutorbischof von Mostar-Duvno. Die Bischofsweihe spendete ihm der Bischof von Mostar-Duvno, Petar Čule, am 2. Mai des folgenden Jahres. Mitkonsekratoren waren der Erzbischof von Vrhbosna, Smiljan Franjo Čekada, und der Erzbischof von Split-Makarska, Frane Franić.
Mit dem altersbedingten Rücktritt Petar Čules am 14. September 1980 folgte er diesem als Bischof von Mostar-Duvno und Apostolischer Administrator von Trebinje-Mrkan nach. 1993 ließ er sich in den Ruhestand versetzen.

## Međugorje
Als 1981 die angeblichen Marienerscheinungen in Međugorje begannen, war Žanić als zuständiger Ortsordinarius mit ihnen befasst, weil die Pfarrei zu seinem Bistum gehörte. Anfangs war Žanić den angeblichen Erscheinungen und vermeintlichen Sehern gegenüber sehr positiv eingestellt und hielt sie für glaubwürdig und echt. Nach und nach zweifelte er aber an deren Authentizität und später bestätigten die Untersuchungskommissionen, dass dort keine übernatürlichen Vorgänge nachzuweisen waren (non constat de supernaturalitate).
Im Laufe der Entwicklung von „Međugorje“ gelangte Žanić zu dem Schluss, dass dort lediglich eine schlechte Kopie des diözesanen Wallfahrtsorts Hrasno geschaffen worden sei. In Hrasno wird Maria nämlich schon seit langer Zeit als „Königin des Friedens“ verehrt.
Der Widerstand Žanićs gegen die Anerkennung der Marienerscheinungen in Međugorje wurde auf Meinungsverschiedenheiten mit den in Međugorje tätigen Franziskanern zurückgeführt.

## Veröffentlichungen (Auswahl)
- Der tatsächliche Standpunkt des Bistums von Mostar bezüglich der Geschehnisse von Medjugorje, vom 30. Oktober 1984, Mostar 1985
- Medjugorje. Die Wahrheit über Medjugorje. Mostar 1990